# Боберський Олег Володимирович
Олег Володимирович Боберський (нар. 20 березня 1976, Підволочиськ, УРСР) — український підприємець, економіст, юрист, журналіст, громадський діяч. Кавалер ордена Данила Галицького (2009). Депутат Тернопільської обласної ради (2006, 2009, 2020). Член Української народної партії (2001).

## Життєпис
Олег Боберський народився 20 березня 1976 року у смт Підволочиську, нині Підволочиської громади Тернопільського району Тернопільської области України.
Закінчив Тернопільську академію народного господарства (1997), Львівський реґіональний інститут державного управління Національної академії державного управління при Президентові України (2008, маґістр). Працював репортером «Тернопільської газети» (1997), юристконсультантом «Аґенції Прес-інформ «Тернопільської газети» (1997—2001), редактором інформаційно-аналітичної служби «Аґенції Прес-інформ», головним редактором тижневика «Тернопіль-Бізнес» (2001), помічником-консультантом народного депутата ВРУ Ярослава Джоджика (2000—2005), 1-м заступником голови — керівником апарату Тернопільської РДА (2005—2009), заступником голови Тернопільської обласної ради (2009—2015), від 2016 — приватний підприємець.